# Actinophryida
Az Actinophryida az Ochrophytina korábban a polifiletikus napállatkákhoz sorolt rendje, a Pedinellida és a Ciliophrys közeli rokona. Édesvízben gyakoriak, de alkalmanként előfordulnak tengerben és talajban. Közel gömbölyű egysejtűek számos, a sejttestből kisugárzó axopódiummal. Ezek állábtípusok, melyeket több száz spirálisan elhelyezkedő mikrotubulus tart meg és tűszerű belső szerkezetet, axonémát alkot. Membránja és axopódiumai alatti kis extruszómái bekebelezik a karokkal érintkező ostorosokat, csillósokat és kis állatokat.

## Leírás
Nagyrészt vízi protozoonok gömbölyű sejttesttel és sok tűszerű axopódiummal. E szerkezettel a Nap alakjára hasonlítanak, innen ered a Heliozoa (napállatkák) neve is. Sejttesteik mérete néhány tíz mikrométertől kevéssel kevesebb mint 1 mm-ig terjedhet.
A sejttest külső része gyakran üreges, az endoplazma kevésbé, és fénymikroszkóppal látható éles határréteg van a kettő közt. Lehetnek egymagvúak – egy jól meghatározható maggal a sejt közepén – vagy többmagvúak 10 vagy több maggal a külső citoplazmarétegben. Az Actinophryida citoplazmája gyakran szemcsés az Amoeba génuszhoz hasonlóan.
Sejtjei táplálkozáskor egyesülhetnek, nagyobb élőlényeket létrehozva. A sejtmembrán alatti finom szemcséket a zsákmányt bekebelező emésztő űröcskék keletkezésekor használja. Cisztát is képezhetnek, ha nincs elég táplálék. Ekkor köves lemezekből álló réteg kerül a sejtmembrán alá.
A kontraktilis vakuólumok gyakoriak, feltehetően a térfogatuk megtartására használják a folyadék kibocsátásához a víz ozmózissal való bejutásának kompenzálására. A sejttest színtelen kiemelkedései, melyek lassan megtelnek, majd gyorsan csökken méretük, kibocsátva tartalmukat a környezetbe.

### Axopódiumok

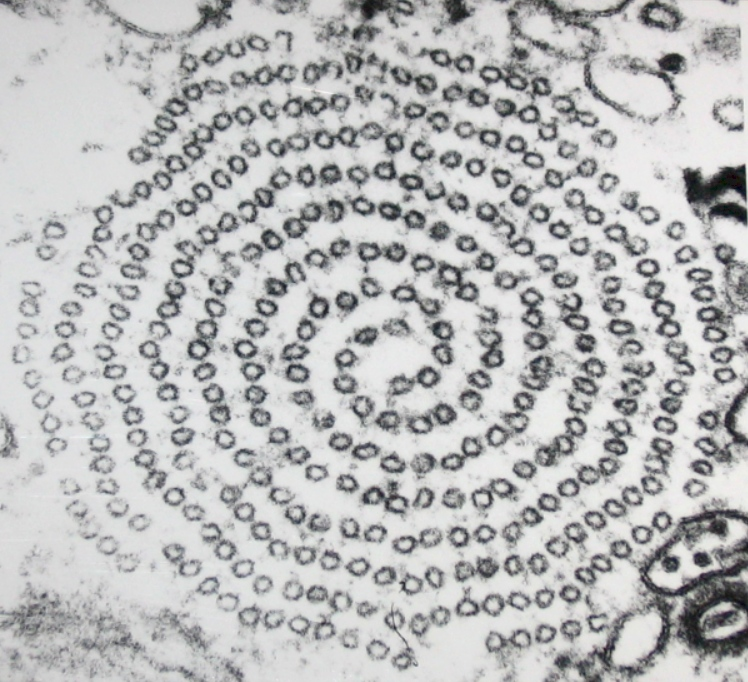
Kettős spirál alakú mikrotubulus-szerkezet egy axopódiumban

Az Actinophryida legfontosabb ismertetőjegyei az axopódiumok. Ezek vékony ektoplazmaréteggel körbevett rideg központi részből állnak. Az Actinophrys esetén az axonémák és központi mag, a többsejtű Actinosphaerium esetén a magok közelében vagy a magokon ér véget. Az axonémák a rendre jellemző kettős spirálban elrendezett mikrotubulusokból állnak. Hosszú, párhuzamos szerkezetük miatt erős a pleokroizmusuk.
Zsákmányszerzésre, mozgásra, sejtegyesülésre és feltehetően osztódásra használják. Merevek, de különösen végük közelében meghajolhatnak, és igen dinamikusak – gyakran  keletkeznek és szűnnek meg. Zsákmányszerzéskor két bekebelezési mechanizmust figyeltek meg, ezek az axopodiális áramlás és a gyors axopódium-összehúzódás. Előbbi a zsákmány lassú mozgását jelenti a felszínen, ahogy az ektoplazma mozog, míg utóbbi az axonéma mikrotubulus-szerkezetének gyors összehúzódását jelenti. Ezt sok fajban (például Actinosphaerium nucleofilum, Actinophrys sol, Raphidiophrys contractilis) megfigyelték. A gyors axopódium-összehúzódás nagy (gyakran >5 mm/s) sebességgel történik.
Az axopódium-összehúzódások igen érzékenyek a környezeti tényezőkre, például a hőmérsékletre, a nyomásra, valamint a kémiai jelekre (például Ca2+, kolchicin).

### Szaporodás

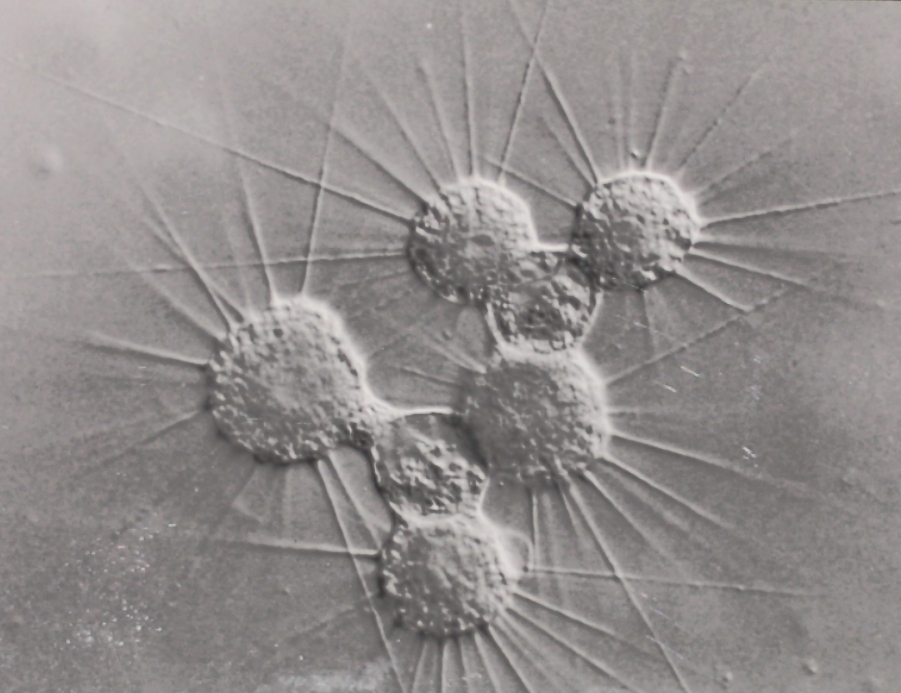
Actinophrys többszörös plazmotómia során

Az Actinophryida általában hasadással szaporodik, amikor egy szülősejt két vagy több utódsejtté osztódik. Többmagvú tagok esetén ez plazmotómiás, mivel a magok száma nem nő osztódás előtt. A táplálék mennyiségének csökkenésére hatására történik, az osztódások száma a táplálék és nagyobb élőlények eltávolítása után jelentkezik.
Ezenkívül jellemző rájuk az autogámia kevés táplálék esetén. Ez inkább genetikai átszerveződés, mint szaporodás, mivel az élőlények száma változatlan. Ez azonban növeli a genetikai diverzitást az élőlényben, növelve a kedvező genetikai jellemzők valószínűségét.
Az Actinophryidában, különösen a többmagvú fajokban megfigyeltek plasztogámiát is. Az Actinosphaeriumnál megfigyelték a magegyesülés nélküli kombinációt, ez az eredetileg összeálltaknál több vagy kevesebb élőlényt eredményez. Ezt nem okozza a két élőlény egyszerű érintkezése, de sejttestsérülések okozhatják.

### Cisztafunkció és -képződés
Kedvezőtlen körülmények közt egyes fajok cisztát képeznek. Ez gyakran autogámiával történik, amikor a ciszták zigóták. A sejtek behúzzák axopódiumaikat, a szubsztráthoz tapadnak, és átlátszatlan szürke színt vesznek fel. Ezután addig osztódik, míg csak egymagvú sejtek maradnak. A cisztafal 7–8 rétegű és zselés, szilikátos és vastartalmú rétegekből áll.

## Taxonómia
Eredetileg a Heliozoába (Sarcodina) helyezték, ma ismert, hogy a Stramenopila része. A Centroplasthelida és a Desmothoracida nem rokona, melyekkel korábban együtt sorolták be.
Több nemzetség tartozik e csoportba. Az Actinophrys kisebb és egy központi magja van. Legtöbbjük sejtteste 40–50 μm átmérőjű, axopódiumai 100 μm hosszúak, de ez jelentősen változhat. Az Actinosphaerium sokkal nagyobb (0,2–1 mm átmérő), sok magja van, és csak édesvízben található. A Camptonema nemzetség vitatott helyzetű. Egyszer figyelték meg, és az Actinosphaerium fiatal szubjektív szinonimájának tekintette Mikrjukov és Patterson 2001-ben, Cavalier-Smith és Scoble 2013-ban azonban érvényes nemzetségnek tekintette. A Heliorapha is vitatott taxon, mely egy korábban a Ciliophrys nemzetséghez rendelt azurina fajt tartalmaz.
A legújabb változat alapján 2 alrend, 3 család és 3 nemzetség tartozik ide.
- Ordo Actinophryida Hartmann 1913 [Actinophrydia Kühn 1926; Actinophrydea Hartmann 1913]
  - Subordo Actinosphaerina Cavalier-Smith 2013
    - Familia Actinosphaeriidae Cavalier-Smith 2013
      - Actinosphaerium Ritter von Stein 1857 [Echinosphaerium Hovasse 1965] – 4 faj
        - Actinosphaerium eichhornii (Ehrenberg,  1840) Stein, 1857
        - Actinosphaerium nucleofilum Barrett, 1958
        - Actinosphaerium akamae (Shigenaka, Watanabe et Suzaki, 1980) Mikrjukov et Patterson, 2001
        - Actinosphaerium arachnoideum Penard, 1904

  - Subordo Actinophryina Cavalier-Smith 2013
    - Familia Actinophryidae Dujardin 1841
      - Actinophrys Ehrenberg 1830 [Trichoda Müller 1773 nomen oblitum; Peritricha Bory de St. Vincent 1824 nomen dubium non Stein 1859] – 4 faj
        - Actinophrys sol (Müller, 1773) Ehrenberg, 1840
        - Actinophrys pontica Valkanov, 1940
        - Actinophrys salsuginosa Patterson, 2001
        - Actinophrys tauryanini (Mikrjukov, 1996) Mikrjukov et Patterson, 2001

    - Familia Helioraphidae Cavalier-Smith 2013
      - Heliorapha Cavalier-Smith 2013 – 1 faj
        - Heliorapha azurina Cavalier-Smith 2013

## Fordítás
Ez a szócikk részben vagy egészben  az   Actinophryid című angol Wikipédia-szócikk ezen változatának fordításán alapul.  Az eredeti cikk szerkesztőit annak laptörténete sorolja fel. Ez a jelzés csupán a megfogalmazás eredetét és a szerzői jogokat jelzi, nem szolgál a cikkben szereplő információk forrásmegjelöléseként.